# 페로 3세
페로 3세 다라곤(아라곤어: Pero III d'Aragón, 카탈루냐어: Pere III d'Aragó, 1239년 ~ 1285년 11월 11일)은 아라곤 연합왕국의 국왕으로 별명은 대왕(아라곤어: lo Gran, 카탈루냐어: el Gran) 즉, 아라곤 왕 중 위대한 군주로 손꼽힌다.
아라곤 외에도 발렌시아 왕국의 국왕(페레 1세), 바르셀로나 백작(페레 2세)도 겸한다. 시칠리아 왕국의 공주이자 아라곤 연합왕국의 왕비 쿠스탄차의 시칠리아 왕위 계승권을 앞세워, 시칠리아를 정복하여 쿠스탄차와 공동군주(페트루 1세)가 되었다.

## 자녀
시칠리아의 쿠스탄차 2세(만프레디의 딸)와 결혼하여 6명의 자녀를 두었다.
- 알리폰소
- 차이메
- 포르투갈 왕비 이사벨(1271년 - 1336년) 포르투갈의 디니스와 결혼했다.
- 시칠리아의 프레데리코
- 비올란트 - 나폴리의 로베르토와 결혼하여 칼라브리아 공작부인 되었다.
- 페로